# Johnny Mostasilla
Johnny Mostasilla (Miranda, Cauca, Colombia; 3 de enero de 1991) es un futbolista colombiano. Juega como defensor.

## Trayectoria
Mostasilla Debuta como futbolista profesional en el año 2009 con el equipo Cundinamarques de segunda división Expreso Rojo allí juega dos torneos (40 partidos y anotá 2 goles, mientras que en Copa juega 10 partidos y anota 1 gol) donde se destaca.

### Boyacá Chico
En 2011 Eduardo Pimentel el dueño del Boyacá Chicó lo contrata y debutaría en el fútbol el 30 de marzo de 2011 por la Copa Colombia en el empate a un gol frente a Patriotas Boyacá. Su primer gol lo marca el 10 de septiembre por la Categoría Primera A en el empate a dos goles en su visita al Deportivo Cali.

El 13 de marzo de 2013 le da la victoria su club en el clásico boyacense frente a Patriotas Boyacá. Le da la victoria su club el 13 de mayo del mismo por la Copa Colombia contra Real Santander. Anota el triunfo de su equipo 2-1 en la visita a Alianza Petrolera el 1 de febrero de 2014. Vuelve a dar la victoria a su club por la mínima frente al mismo rival en la visita por la Copa Colombia 2014.
El 1 de abril marca el gol del triunfo 3 a 2 sobre Atlético Nacional en Tunja.
Se despediría del club boyacense en el 2016 como ídolo ajedrezado después de disputar 201 partidos con el Boyacá Chico y marcar un total de 19 goles, siendo una buena marca para un defensor.

### Oriente Petrolero
El 13 de enero de 2017 es confirmado como nuevo jugador del Oriente Petrolero de la Primera División de Bolivia por petición del técnico colombiano Wilson Gutiérrez.

## Estadísticas
| Tigres · Colombia | 2ª            | 2009/10       | 40  | 2  | 10 | 1 | — | — | 50  | 3  |
| Tigres · Colombia | Total club    | Total club    | 40  | 2  | 10 | 1 | 0 | 0 | 50  | 3  |
| Boyacá Chicó · Colombia | 1ª            | 2011          | 18  | 2  | 13 | 1 | — | — | 31  | 3  |
| Boyacá Chicó · Colombia | 1ª            | 2012          | 32  | 0  | 9  | 1 | — | — | 41  | 1  |
| Boyacá Chicó · Colombia | 1ª            | 2013          | 32  | 4  | 6  | 4 | — | — | 38  | 8  |
| Boyacá Chicó · Colombia | 1ª            | 2014          | 29  | 2  | 8  | 1 | — | — | 37  | 3  |
| Boyacá Chicó · Colombia | 1ª            | 2015          | 35  | 4  | 2  | 0 | — | — | 37  | 4  |
| Boyacá Chicó · Colombia | 1ª            | 2016          | 14  | 0  | 3  | 0 | — | — | 17  | 0  |
| Boyacá Chicó · Colombia | Total club    | Total club    | 160 | 12 | 41 | 7 | 0 | 0 | 201 | 19 |
| Oriente Petrolero · Bolivia                                                                                                 | 1ª            | 2017          | 18  | 0  | —  | — | 2 | 0 | 20  | 0  |
| Oriente Petrolero · Bolivia                                                                                                 | Total club    | Total club    | 18  | 0  | 0  | 0 | 2 | 0 | 20  | 0  |
| Cúcuta Deportivo · Colombia                                                                                                 | 2ª            | 2018          | 28  | 3  | 2  | 0 | — | — | 30  | 3  |
| Cúcuta Deportivo · Colombia                                                                                                 | Total club    | Total club    | 28  | 3  | 2  | 0 | 0 | 0 | 30  | 3  |
| Deportes Tolima · Colombia                                                                                                  | 1ª            | 2019          | 11  | 0  | 1  | 0 | 3 | 0 | 15  | 0  |
| Deportes Tolima · Colombia                                                                                                  | Total club    | Total club    | 11  | 0  | 1  | 0 | 3 | 0 | 15  | 0  |
| Total carrera | Total carrera | Total carrera | 267 | 17 | 54 | 8 | 5 | 0 | 316 | 25 |
| (1) Incluye datos de la Copa Colombia . (2) Incluye datos de Copa Libertadores. (3) No incluye goles en partidos amistosos. |               |               |     |    |    |   |   |   |     |    |

## Palmarés

### Campeonatos nacionales
| Título    | Club             | País     | Año  |
| --------- | ---------------- | -------- | ---- |
| Primera B | Cúcuta Deportivo | Colombia | 2018 |
| Primera B | Atlético Huila   | Colombia | 2020 |